# Prenčov
Prenčov – wieś (obec) na Słowacji położona w kraju bańskobystrzyckim, w powiecie Bańska Szczawnica. Pierwsze wzmianki o miejscowości pochodzą z roku 1266. 
Według danych z dnia 31 grudnia 2012, wieś zamieszkiwało 635 osób, w tym 324 kobiety i 311 mężczyzn.
W 2001 roku rozkład populacji względem narodowości i przynależności etnicznej wyglądał następująco:
- Słowacy – 98,54%
- Czesi – 0,16%
- Romowie – 0,32%

Ze względu na wyznawaną religię struktura mieszkańców kształtowała się w 2001 roku następująco:
- Katolicy rzymscy – 70,18%
- Ewangelicy – 24,47%
- Ateiści – 2,92%
- Nie podano – 2,43%